# 拉布達縣
拉布達縣為緬甸伊洛瓦底省轄下的縣，其區域面積不明，2014年人口626,558人。
拉布達縣為因2008年5月氣旋納爾吉斯襲擊後而設縣。其首府位在拉布達。

## 主要市鎮
以下為拉布達縣主要市鎮：
- 拉布達鎮（Labutta Township）
- 毛淡棉遵鎮（Mawlamyinegyun Township）
- 邊沙路鎮（Pyinsalu Township）
- 暫無譯名（Kyonmanage Township）